# Oldenzaal
Oldenzaal este o comună și o localitate în provincia Overijssel, Țările de Jos. 